# Internationaler Frauenkongress 1915

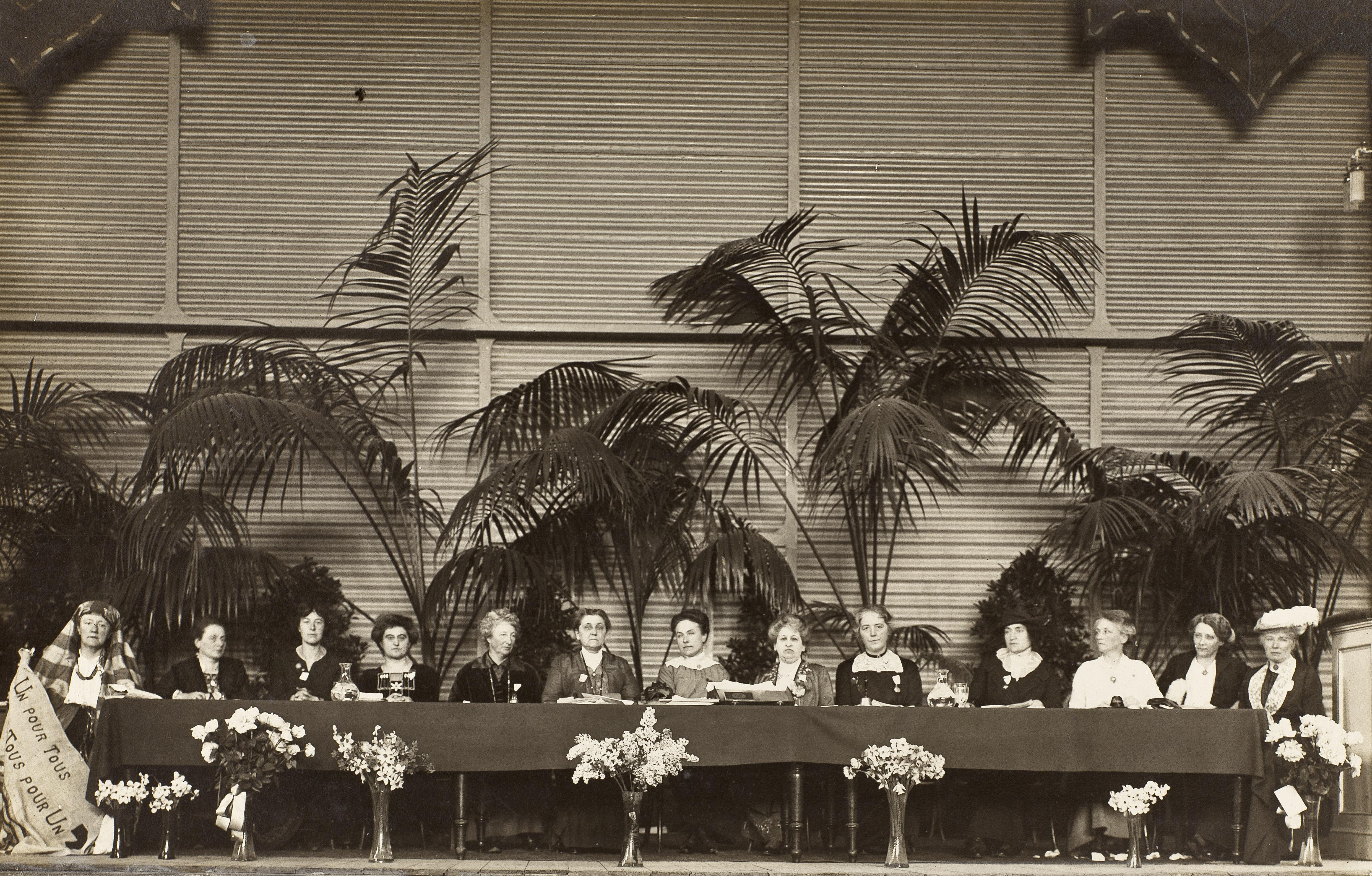
International Congress of Women 1915 in Den Haag. Von links nach rechts: Lucy Thoumaian (Armenien), Leopoldine Kulka (Österreich), Laura Hughes (Kanada), Rosika Schwimmer (Ungarn), Anita Augspurg (Deutschland), Jane Addams (USA), Eugénie Hamer (Belgien), Aletta Jacobs (Niederlande), Chrystal Macmillan (Großbritannien), Rosa Genoni (Italien), Anna Kleman (Schweden), Thora Daugaard (Dänemark), Louise Keilhau (Norwegen).

Der Internationale Frauenkongress (niederländisch Internationaal Congres van Vrouwen) fand vom 27. April bis zum 1. Mai 1915 in Den Haag in den Niederlanden  statt. Die 1136 Teilnehmerinnen aus 12 Nationen  forderten  ein  Ende des Ersten Weltkriegs, die Verbesserung der Situation von Frauen, die Einrichtung eines internationalen Gerichtshofes und einer internationalen Organisation zur Schlichtung von Konflikten,  und weitere Verbesserungen.  Der Kongress hatte aber keinerlei Auswirkungen auf die internationale Politik.

## Vorgeschichte
Seit etwa 1890 hatte es mehrere internationale Frauenkongresse gegeben, die sich für eine Verbesserung der gesellschaftlichen Situation von Frauen und deren politische Rechte einsetzten.
Nach dem Beginn des Ersten Weltkrieges im August 1914 traten einige führende deutsche Frauenrechtlerinnen wie Gertrud Bäumer und Helene Lange für eine patriotische Unterstützung der deutschen Kriegsführung ein, während andere wie Anita Augspurg und Lida Gustava Heymann sich für eine möglichst schnelle Beendigung des Krieges einzusetzen versuchten.
Im März 1915 fand eine Konferenz sozialistischer Frauen in Bern statt, die eine sofortige Beendigung des Krieges forderten.

Deutsche Einladung zum Kongress, Frühjahr 1915

Für 1915 war  auch eine Konferenz der Internationalen Vereinigung für Frauenstimmrecht in Berlin geplant, die aber kriegsbedingt nicht stattfinden konnte. Stattdessen lud die niederländische Sektion unter Leitung von Aletta Jacobs, Rosa Manus und Mia Boissevain  zu einem Internationalen Frauenkongress nach Den Haag ein.

„Frauen Europas, wann erschallt euer Ruf? Wo bleibt Eure Stimme? Seid Ihr nur groß im Dulden und im Leiden? Versucht zum mindestens, dem Rad der Zeit, menschlich mutig und stark würdig eures Geschlechtes in die bluttriefenden Speichen zu greifen!“

## Teilnehmerinnen

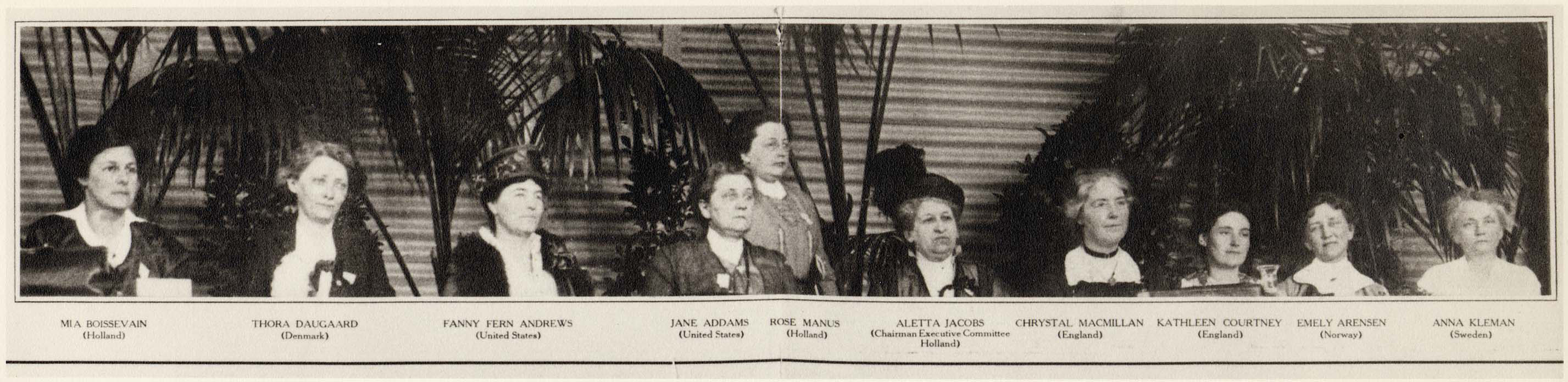
Im Kongresssaal, von links nach rechts: Mia Boissevain (Niederlande), Thora Daugaard (Dänemark), Fanny Fern Andrews (USA), Jane Addams (USA), Rosa Manus (Niederlande), Aletta Jacobs (Niederlande), Chrystal Macmillan (England), Kathleen Courtney (England), Emily Arnesen (Norwegen) und Anna Kleman (Schweden).

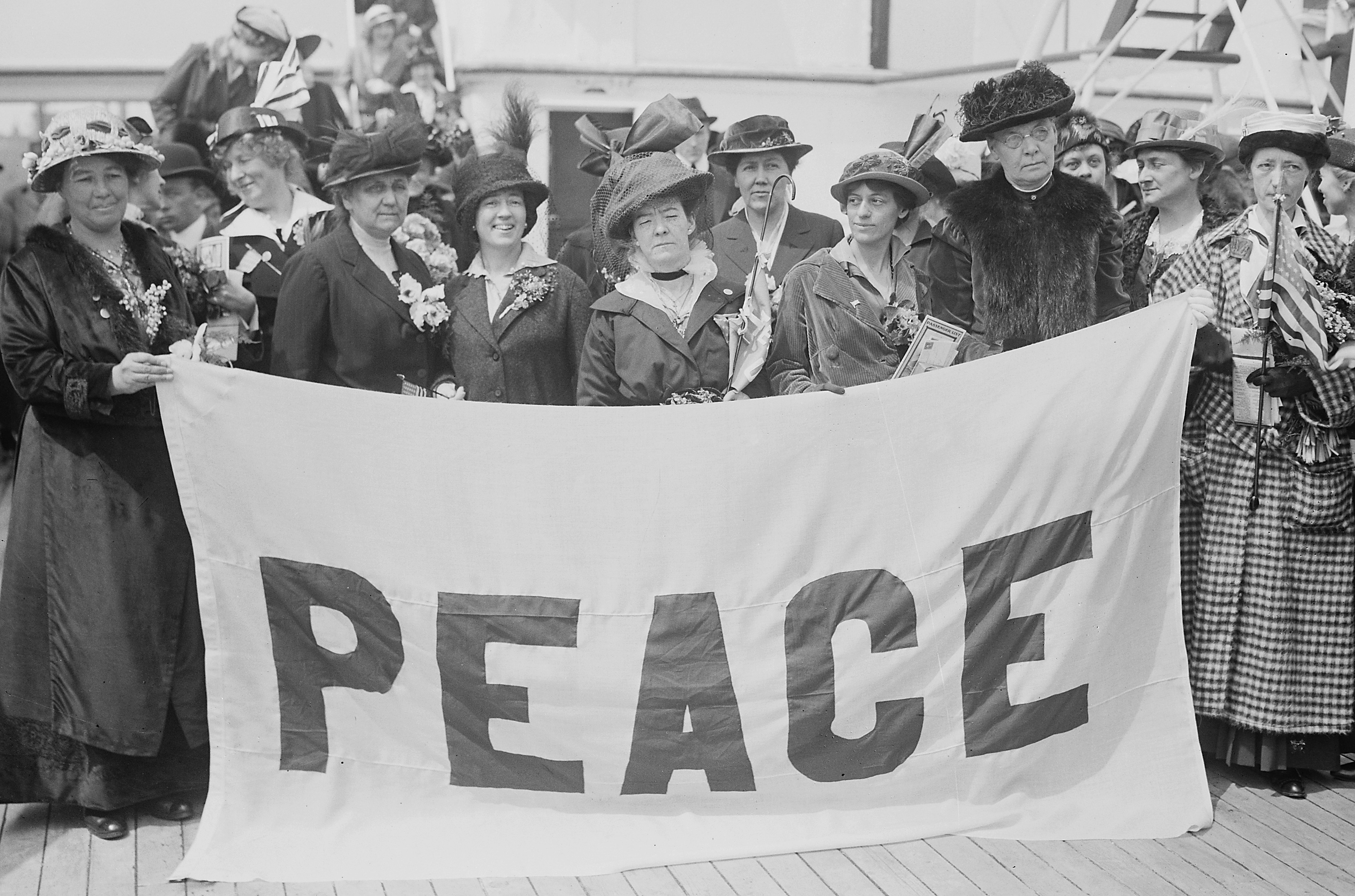
US-amerikanische Delegierte im April 1915 an Bord der MS Noordam, darunter Jane Addams, Annie E. Malloy und Emmeline Pethick-Lawrence.

An dem Kongress nahmen etwa 1200 Teilnehmerinnen teil, darunter aus den Niederlanden  über 1000, aus den USA 47, dem Deutschen Reich 28, Schweden 16, Norwegen 12, Ungarn 10, Österreich 6, Dänemark 6, Belgien 5, Großbritannien mit Irland 3, Canada 2 und Italien 1. Aus Großbritannien konnten nur drei von den geplanten 180 kommen, da ihnen lange Zeit die Ausreisegenehmigung von ihren Behörden verweigert worden war, und nachdem 25 von ihnen nach einer Unterhausdebatte doch Visa erhielten, konnten 24 nicht mehr einreisen, da kurz danach der Schiffsverkehr in die Niederlande eingestellt worden war. Die französischen Vertreterinnen weigerten sich vollständig, zu kommen, da sie die vereinbarte politische Neutralität des Kongresses nicht akzeptieren konnten. Die fünf belgischen Teilnehmerinnen kamen auf abenteuerlichen Wegen aus dem Kriegsgebiet über die Grenze mit langen Fußmärschen. 

## Ablauf
Der Frauenkongress wurde am Abend des 27. April 1915 im Gebäude der historischen Haager Friedenskonferenzen feierlich eröffnet.
In den folgenden Tagen trafen sich die Delegierten im Konferenzsaal des Tierparks, da dieser mehr  Platz für alle Teilnehmerinnen bot. Am Abend gab es öffentliche Veranstaltungen, zu denen auch Männer zugelassen waren, und zu denen teilweise bis zu 2400 Zuhörerinnen  kamen. Am 1. Mai gab  es eine große Abschlussveranstaltung.

## Resolutionen
Es wurde eine Erklärung von den Teilnehmerinnen verabschiedet.

„Wir Frauen aus vielen Ländern,
zum internationalen Kongresse versammelt, erklären hierdurch über allen Hass und Hader hinaus, der jetzt die Welt erfüllt, uns in der gemeinsamen Lieb zu den Idealen der Gesittung und Kultur verbunden zu fühlen, auch, wo unsere Ziele auseinandergehen.
Wir erklären feierlich,
jeder Neigung zu Feindschaft und Rache zu widerstehen, dagegen alles Mögliche zu tun, um gegenseitiges Verständnis und guten Willen zwischen den Nationen herzustellen und für die Wiederversöhnung der Völker zu wirken.
Wir erklären:
Der Lehrsatz, Kriege seien nicht zu vermeiden, ist sowohl eine Verneinung der Souveränität des Verstandes als ein Verrat der tiefsten Triebe des menschlichen Herzens. Von der innigsten Teilnahme beseelt für die Leidenden, Trostlosen und Unterdrückten, fordern wir, Mitglieder dieses Kongresses, die Frauen aller Nationen feierlichst auf, für ihre eigene Befreiung zu arbeiten und unaufhörlich für einen gerechten und dauernden Frieden zu wirken.“

Danach folgte ein Text mit zwanzig Forderungen, in dem es unter anderem heißt

„1. PROTEST: Wir protestieren gegen den Wahnsinn und den Gräuel des Krieges, der nutzlos Menschenopfer fordert und vierhundertjährige Kulturarbeit der Menschen zerstört.
2. LEIDEN DER FRAUEN IM KRIEG: Wir protestieren aufs Entschiedenste gegen das furchtbare Unrecht, dem Frauen in Kriegszeiten ausgesetzt sind und besonders gegen die entsetzlichen Vergewaltigungen von Frauen, welches die Begleiterscheinungen eines jeden Krieges sind.
3. FRIEDENSSCHLUSS: Wir Frauen der verschiedensten Nationen, Klassen, Parteien und Glaubensrichtungen sind uns einig im Ausdruck warmen Mitgefühls mit den Leiden Aller, die unter der Last des Krieges leiden.
11. INTERNATIONALE ORGANISATION: Dieser Internationale Frauenkongress fordert die Organisation einer Vereinigung der Nationen auf der Grundlage aufbauenden Friedens gestaltet werde. An dieser Organisation sollen auch Frauen teilnehmen.
15. DIE FRAUEN IN DER POLITIK: Dieser internationale Frauenkongress fordert, dass die Frauen alle bürgerlichen und politischen Rechte und Verantwortungen unter gleichen Bedingungen tragen sollen wie die Männer.
16. DIE KINDERERZIEHUNG : Dieser internationale Frauenkongress betont die Notwendigkeit, die Erziehung der Kinder so zu leiten, dass ihr Denken und Wünschen auf das Ideal aufbauenden Friedens gerichtet wird.“

Außerdem wurden die   Einrichtung eines ständigen internationalen Gerichtshofes,  eine weltweite Kontrolle des Waffenhandels, die Einrichtung einer neuen Weltwirtschaftsordnung und mehr gefordert. An die neutralen Staaten wurde appelliert, zwischen den kriegführenden Staaten einen sofortigen Friedensschluss ohne territoriale Ansprüche zu vermitteln.
Es wurde auch der „Internationale Ausschuss für dauernden Frieden“ gegründet, der später in Internationale Frauenliga für Frieden und Freiheit (Women’s International League for Peace and Freedom) umbenannt wurde und bis heute besteht, diese hat auch einen Beraterstatus bei den Vereinten Nationen.

## Nachwirkungen
Der Internationale Frauenkongress von Den Haag hatte zunächst keinerlei Auswirkungen auf die politischen Ereignisse.
Allerdings reisten zwei Delegationen zu den Vertretern von 13 europäischen Regierungen und trugen ihre Forderungen vor. Sie wurden in allen Ländern angehört, von den Regierungschefs oder den Außenministern. Es gab auch  eine Audienz bei Papst Benedikt XV., der sich ebenfalls für den Frieden einsetzte und dabei mehrere Forderungen der Frauen aufnahm.
Der US-Präsident Woodrow Wilson nahm bei seinem 14-Punkte-Programm 1918 nach Beendigung des Ersten Weltkrieges einige Punkte der Resolutionen des Frauenkongresses auf, wie die Schaffung eines Internationalen Völkerbundes und eines Internationalen Gerichtshofes, die dann auch gegründet wurden.
Die US-amerikanische  Kongressvorsitzende Jane Addams und spätere Präsidentin der „Women’s International League for Peace and Freedom“,  bekam 1931  den Friedensnobelpreis verliehen, ebenso   1946 Emily Greene Balch, die nach dem Ende des Kongresses wegen ihrer Teilnahme ihre Stelle als Hochschuldozentin verloren hatte . Die ungarische Teilnehmerin Rosika Schwimmer, die die Anregung zu den Reisen der Delegationen zu den Regierungen gegeben hatte, war   1948 unter den Kandidaten, verstarb aber vorher, woraufhin der Preis gar nicht vergeben wurde.

## Rezeption
Die Reden und Beschlüsse des Frauenkongresses von Den Haag wurden danach in der Frauenbewegung verbreitet, besonders in Ländern, von denen nur wenige oder gar keine Delegierten teilnehmen konnten, wie in Österreich oder Frankreich (durch Jeanne Mélin). In Großbritannien fand eine große Versammlung statt, wo die Resolutionen  bestätigt werden sollten.
2015 wurde mit verschiedenen Sendungen und Artikeln an den hundertsten Jahrestag des Frauenkongresses von 1915 gedacht.
Die Regisseurin Jessica Glause erinnerte an den Frauenkongress mit ihrem Theaterstück Anti War Women. Wie Frauen den Krieg bedrohten, das am 31. März 2023 im Rahmen des von den Münchner Kammerspielen und der Monacensia initiierten Female Peace Palace - Festivals uraufgeführt wurde. Am 8. März 2024 erschien dazu das Buch Female Peace Palace. Schreiben, Widerstand und Pazifismus im Krieg (hg. v. Anke Buettner, Oliva Ebert und Viola Hasselberg), in dessen erstem Teil der Kongress in Auszügen dokumentiert und historisch bewertet wird.

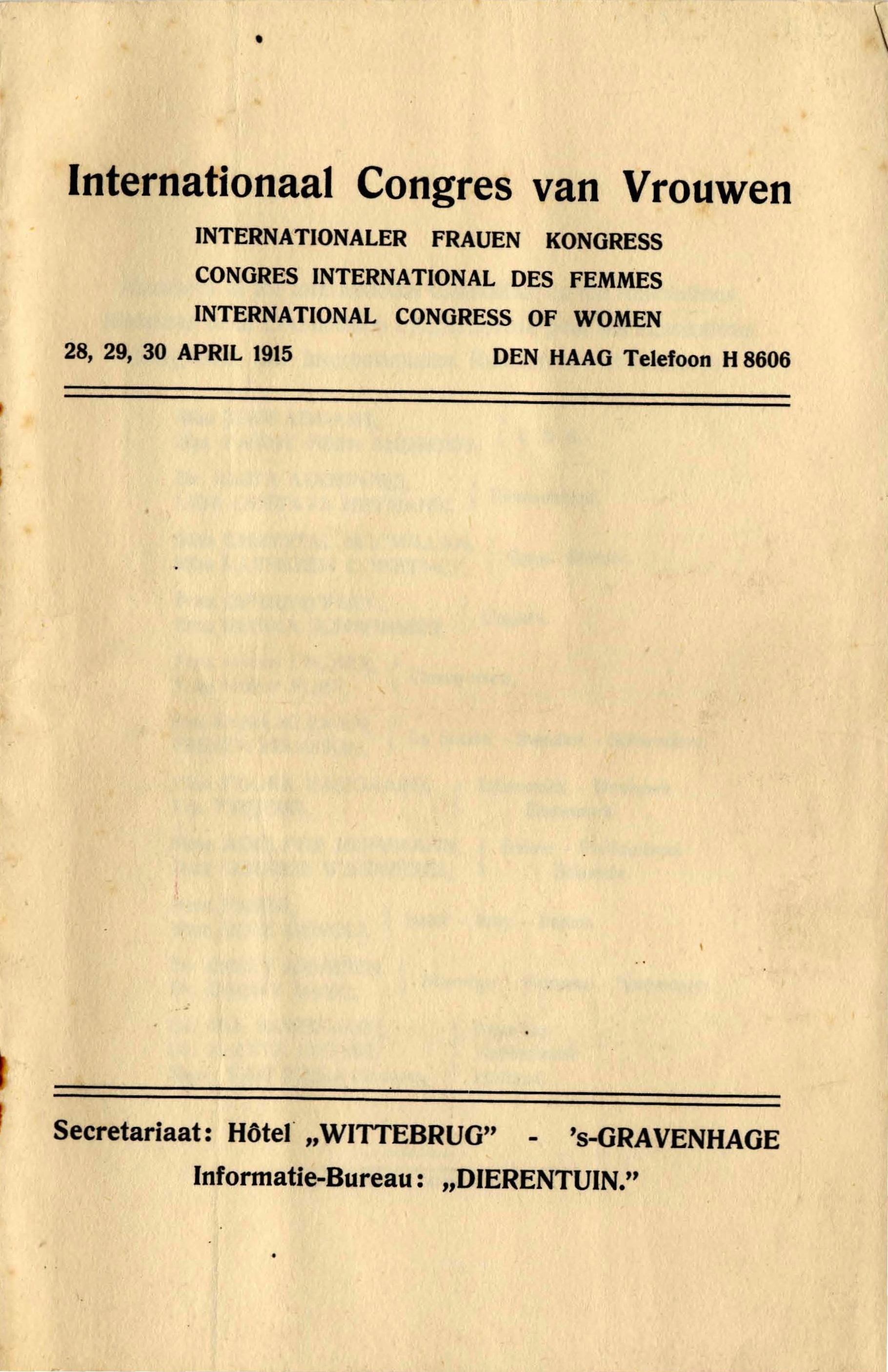
Programmheft für die Teilnehmerinnen